# Carrera Panamericana 1952
La Carrera Panamericana 1952 a eu lieu le 23 novembre 1952 sur la route panaméricaine entre Tuxtla Gutiérrez et Ciudad Juárez. Le parcours de 3 111,121 km fut effectué en cinq étapes.

## Classement final
| Position | no  | Pilote                                        | Voiture                          | Écurie                          | Temps            | Catégorie |
| 1        | 4   | Karl Kling Hans Klenk                         | Mercedes-Benz 300 SL             | Daimler-Benz Aktiengesellschaft | 18 h 51 min 19 s | Sport     |
| 2        | 3   | Hermann Lang Erwin Grupp                      | Mercedes-Benz 300 SL             | Daimler-Benz Aktiengesellschaft | 19 h 26 min 30 s | Sport     |
| 3        | 20  | Luigi Chinetti Jean Lucas                     | Ferrari 340 Mexico               | Industrias 1-2-3                | 19 h 32 min 45 s | Sport     |
| 4        | 26  | Umberto Maglioli Franco Bornigia              | Lancia Aurelia B20               | Privée                          | 20 h 11 min 20 s | Sport     |
| 5        | 17  | Jack McAfee Ernie McAfee                      | Ferrari 340 America              | Tony Parravano                  | 20 h 21 min 15 s | Sport     |
| 6        | 9   | Phil Hill Arnold Stubbs                       | Ferrari 212 Export Vignale Coupe | Allen Guiberson                 | 20 h 33 min 46 s | Sport     |
| 7        | 129 | Chuck Stevenson Clay Smith                    | Lincoln Capri                    |                                 | 21 h 15 min 38 s | Tourisme  |
| 8        | 122 | Johnny Mantz Bill Stroppe                     | Lincoln Capri                    |                                 | 21 h 16 min 9 s  | Tourisme  |
| 9        | 130 | Walt Faulkner Chuck Daigh                     | Lincoln Capri                    |                                 | 21 h 20 min 27 s | Tourisme  |
| 10       | 149 | Bob Korf                                      | Lincoln Capri                    |                                 | 21 h 25 min 9 s  | Tourisme  |
| 11       | 155 | Reginald McFee                                | Chrysler New Yorker              |                                 | 21 h 43 min 0 s  | Tourisme  |
| 12       | 131 | C. D. Evans                                   | Chrysler New Yorker              |                                 | 21 h 54 min 55 s | Tourisme  |
| 13       | 154 | Marshall Teague                               | Hudson Hornet                    |                                 | 22 h 8 min 0 s   | Tourisme  |
| 14       | 137 | Muir Dean Kirby                               | Cadillac Série 62                |                                 | 22 h 17 min 0 s  | Tourisme  |
| 15       | 106 | Jean Trévoux                                  | Packard 400                      |                                 | 22 h 35 min 0 s  | Tourisme  |
| 16       | 132 | Allen Heath                                   | Chrysler New Yorker              |                                 | 22 h 35 min 0 s  | Tourisme  |
| 17       | 157 | Piero Taruffi                                 | Oldsmobile 88                    |                                 | 22 h 49 min 59 s | Tourisme  |
| 18       | 163 | Juan Dos Santos                               | Oldsmobile                       |                                 | 22 h 46 min 17 s | Tourisme  |
| 19       | 113 | Otto Becker Estrada                           | Packard                          |                                 | 22 h 57 min 0 s  | Tourisme  |
| 20       | 114 | Felix Cerda Loza                              | Oldsmobile                       |                                 | 22 h 58 min 19 s | Tourisme  |
| 21       | 115 | Fernando Razo Maciel                          | Packard                          |                                 | 23 h 1 min 21 s  | Tourisme  |
| 22       | 104 | Alvin Rogers Ralph Rogers                     | Cadillac                         |                                 | 23 h 3 min 28 s  | Tourisme  |
| 23       | 107 | Owen Gray O'Dill                              | Cadillac                         |                                 | 23 h 4 min 7 s   | Tourisme  |
| 24       | 13  | Paco Ibarra Vicente Solar                     | Ferrari 212 Inter                | Industrias 1-2-3                | 23 h 14 min 48 s | Sport     |
| 25       | 11  | Paul Metternich Manuel de Teffé Herbert Linge | Porsche 356 Super                | Fürst von Metternich            | 23 h 18 min 15 s | Sport     |
| 26       | 135 | Attilio Cagnasso                              | Hudson                           |                                 | 23 h 26 min 39 s | Tourisme  |
| 27       | 150 | Jim Rathmann Mundy                            | Oldsmobile                       |                                 | 23 h 35 min 26 s | Tourisme  |
| 28       | 27  | Enrique Ortiz Peredo                          | Lancia Aurelia B20               |                                 | 23 h 52 min 47 s | Sport     |
| 29       | 146 | Abelardo Diaz Guttierez                       | Hudson Hornet                    |                                 | 23 h 57 min 11 s | Tourisme  |
| 30       | 143 | Robert Christie                               | Nash Ambassador                  |                                 | 24 h 29 min 0 s  | Tourisme  |
| 31       | 18  | Douglas Ehlinger                              | Jaguar XK120                     |                                 | 24 h 37 min 37 s | Sport     |
| 32       | 139 | Jorge Limon Escalante                         | Packard                          |                                 | 25 h 0 min 10 s  | Tourisme  |
| 33       | 124 | Manuel Luz Meneses                            | Oldsmobile                       |                                 | 25 h 11 min 49 s | Tourisme  |
| 34       | 118 | Ferdinando de Leeuw Murphy                    | Mercury                          |                                 | 25 h 33 min 23 s | Tourisme  |
| 35       | 147 | Emilio Chafardet                              | Hudson                           |                                 | 25 h 4 min 18 s  | Tourisme  |
| 36       | 125 | Guillermo Girón                               | Cadillac                         |                                 | 26 h 20 min 14 s | Tourisme  |
| 37       | 174 | Jacqueline Evans                              | Chrysler Saratoga                |                                 | 26 h 34 min 5 s  | Tourisme  |
| 38       | 165 | Juan de Aguinaco                              | Henry J                          |                                 | 27 h 58 min 1 s  | Tourisme  |
| 39       | 175 | Enrique Pedrero                               | Dodge Coronet                    |                                 | 28 h 5 min 14 s  | Tourisme  |
|          | 101 | Salvador López Chávez                         | Hudson                           |                                 | Inconnu          | Tourisme  |
|          | 102 | Olegario Pérez                                | Oldsmobile                       |                                 | Inconnu          | Tourisme  |
|          | 105 | Sebastian Gonzalez Olivares                   | Chrysler                         |                                 | Inconnu          | Tourisme  |
|          | 110 | Rogelio Anza                                  | Ford                             |                                 | Inconnu          | Tourisme  |
|          | 112 | Raymundo Corona                               | Packard                          |                                 | Inconnu          | Tourisme  |
|          | 116 | Alberto Rojas                                 | Cadillac                         |                                 | Inconnu          | Tourisme  |
|          | 117 | Enrique Fluchaire                             | Hudson                           |                                 | Inconnu          | Tourisme  |
|          | 119 | W. A. Poston                                  | Lincoln                          |                                 | Inconnu          | Tourisme  |
|          | 120 | Duane Carter                                  | Lincoln                          |                                 | Inconnu          | Tourisme  |
|          | 121 | Luis Leal Solares                             | Hudson                           |                                 | Inconnu          | Tourisme  |
|          | 126 | José Antonio Solana                           | Oldsmobile                       |                                 | Inconnu          | Tourisme  |
|          | 127 | Hector Riva Palacio                           | Oldsmobile                       |                                 | Inconnu          | Tourisme  |
|          | 128 | Arturo Alvarez Tostado                        | Chrysler Saratoga                |                                 | Inconnu          | Tourisme  |
|          | 133 | Cesar Yunes                                   | Oldsmobile                       |                                 | Inconnu          | Tourisme  |
|          | 134 | Celestino Flores                              | Packard                          |                                 | Inconnu          | Tourisme  |
|          | 142 | Angel Acar Valle                              | DeSoto                           |                                 | Inconnu          | Tourisme  |
|          | 144 | Salvador De Zulueta                           | Hudson Hornet                    |                                 | Inconnu          | Tourisme  |
|          | 145 | Peter Hahn                                    | Hudson Hornet                    |                                 | Inconnu          | Tourisme  |
|          | 148 | Harry Lemual Fleming Jr.                      | Ford                             |                                 | Inconnu          | Tourisme  |
|          | 151 | Abelardo Matamoros Acosta                     | Oldsmobile                       |                                 | Inconnu          | Tourisme  |
|          | 152 | Guy Vincent                                   | Oldsmobile                       |                                 | Inconnu          | Tourisme  |
|          | 153 | Andrew Moran                                  | Chrysler                         |                                 | Inconnu          | Tourisme  |
|          | 156 | Manuel Guevara                                | Cadillac                         |                                 | Inconnu          | Tourisme  |
|          | 158 | Woodrow Rollins                               | Hudson                           |                                 | Inconnu          | Tourisme  |
|          | 164 | Leopoldo Garmendia                            | Hudson                           |                                 | Inconnu          | Tourisme  |
|          |     | René Marchand                                 | Ferrari 340                      |                                 | Inconnu          |           |
|          |     | Francisco Ibarra                              | Mercury                          |                                 | Inconnu          | Tourisme  |

## Abandons
| no  | Pilote                                                 | Voiture                               | Écurie                          | Catégorie | Causes                                   |
| 6   | John Fitch Eugen Geiger                                | Mercedes-Benz W194                    | Daimler-Benz Aktiengesellschaft | Sport     | Disqualification pour réparation illégal |
| 103 | Bobby Unser Jerry Unser                                | Chrysler Saratoga                     |                                 | Tourisme  |                                          |
| 108 | Ak Miller Douglas Harrison                             | Oldsmobile                            |                                 | Tourisme  |                                          |
| 109 | Tommy L. Francis Paul Hollie                           | Packard 400 Cosmopolitan              |                                 | Tourisme  |                                          |
| 111 | Tommy Drisdale                                         | Chrysler                              |                                 | Tourisme  | Accident                                 |
| 123 | Pat Kirwood                                            | Chrysler                              |                                 | Tourisme  |                                          |
| 136 | Bill Sterling Thomas A. Deal                           | Cadillac                              |                                 | Tourisme  |                                          |
| 138 | Hershel McGriff                                        | Oldsmobile                            |                                 | Tourisme  |                                          |
| 140 | Royal Russell                                          | Chrysler                              |                                 | Tourisme  |                                          |
| 141 | Ray Crawford                                           | Lincoln                               |                                 | Tourisme  |                                          |
| 159 | Archie Sarten                                          | Lincoln Capri                         |                                 | Tourisme  |                                          |
| 8   | Giovanni Bracco Gino Bronzoni                          | Ferrari 250 S                         | Industrias 1-2-3                | Sport     | Embrayage, moteur                        |
| 12  | Pablo Aguliar Serafín Ramírez                          | Ferrari 212 Inter                     | CROM y Estrado de Puebla        | Sport     | Radiateur                                |
| 16  | Luigi Villoresi Piero Cassani                          | Ferrari 340 Mexico Berlinetta Vignale | Industrias 1-2-3                | Sport     | Boîte de vitesses                        |
| 5   | Efraín Ruiz Echeverría Pedro Villegas Becerril         | Ferrari 212 Europa                    | Efrain Ruiz Echeverria          | Sport     | Accident                                 |
| 7   | Santos Letona Diaz                                     | Jaguar XK120                          |                                 | Sport     | Accident mortel                          |
| 10  | Graf von Berckheim Herbert Linge Alfonso von Hohenlohe | Porsche 356 Super                     |                                 | Sport     | Accident                                 |
| 2   | Frank Hern                                             | Jaguar XK120                          |                                 | Sport     | Accident                                 |
| 19  | Jean Behra                                             | Gordini T15S                          | Comití Gordini de Mexico        | Sport     | Accident                                 |
| 1   | Fernando Duran Mejira                                  | Cadillac                              |                                 | Sport     | Moteur                                   |
| 14  | Alberto Ascari Giuseppe Scotuzzi                       | Ferrari 340 Mexico Berlinetta Vignale | Industrias 1-2-3                | Sport     | Accident                                 |
| 15  | Robert Manzon                                          | Gordini T15S                          | Comití Gordini de Mexico        | Sport     | Moteur                                   |
| 21  | Felice Bonetto                                         | Lancia Aurelia B20                    | Felice Bonetto                  | Sport     | Accident                                 |
| 22  | Giulio Casabianca Ernesto Menato                       | Lancia Aurelia B20                    | Giulio Casabianca               | Sport     | Moteur                                   |
| 28  | Alberto del Campo                                      | Del Campo Special                     |                                 | Sport     | Moteur                                   |
| 34  | Chano Ureta                                            | Oldsmobile                            |                                 | Sport     | Roue cassée                              |
| 100 | Gustavo Estrada                                        | Supremio Especial                     |                                 | Sport     | Moteur                                   |

## Non partants
| no | Pilote                     | Voiture                   | Écurie             | Catégorie |
| 32 | Oscar Cepeda               | Škoda                     |                    | Sport     |
|    | Bill Spear Giuseppe Farina | Ferrari 340 Mexico Spyder | Scuderia Guastella | Sport     |